# Merulana iniqua
Merulana iniqua är en kräftdjursart som först beskrevs av Gustav Budde-Lund 1904.  Merulana iniqua ingår i släktet Merulana och familjen Armadillidae. Inga underarter finns listade i Catalogue of Life.